# USS Saipan (LHA-2)
El USS Saipan (LHA -2) fue un buque de asalto anfibio de la clase Tarawa, que sirvió en la Armada de los Estados Unidos fue el segundo buque nombrado en honor de la batalla de Saipán, ocurrida durante la Segunda Guerra Mundial.

## Historia

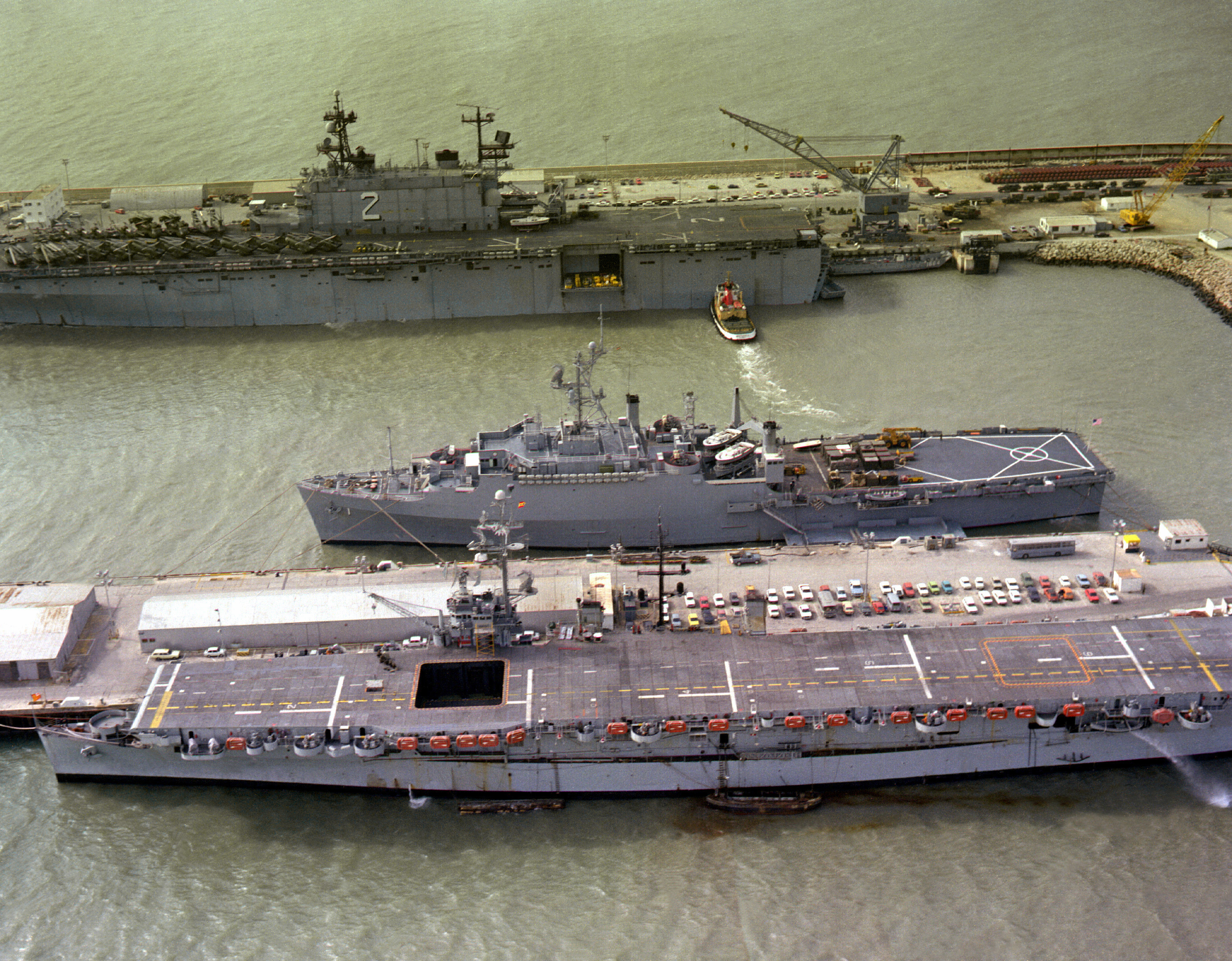
El USS Saipan (LHA-2) amarrado en la base de Rota en febrero de 1982 junto a los buques Dédalo (R-01) y USS Raleigh (LPD-1).

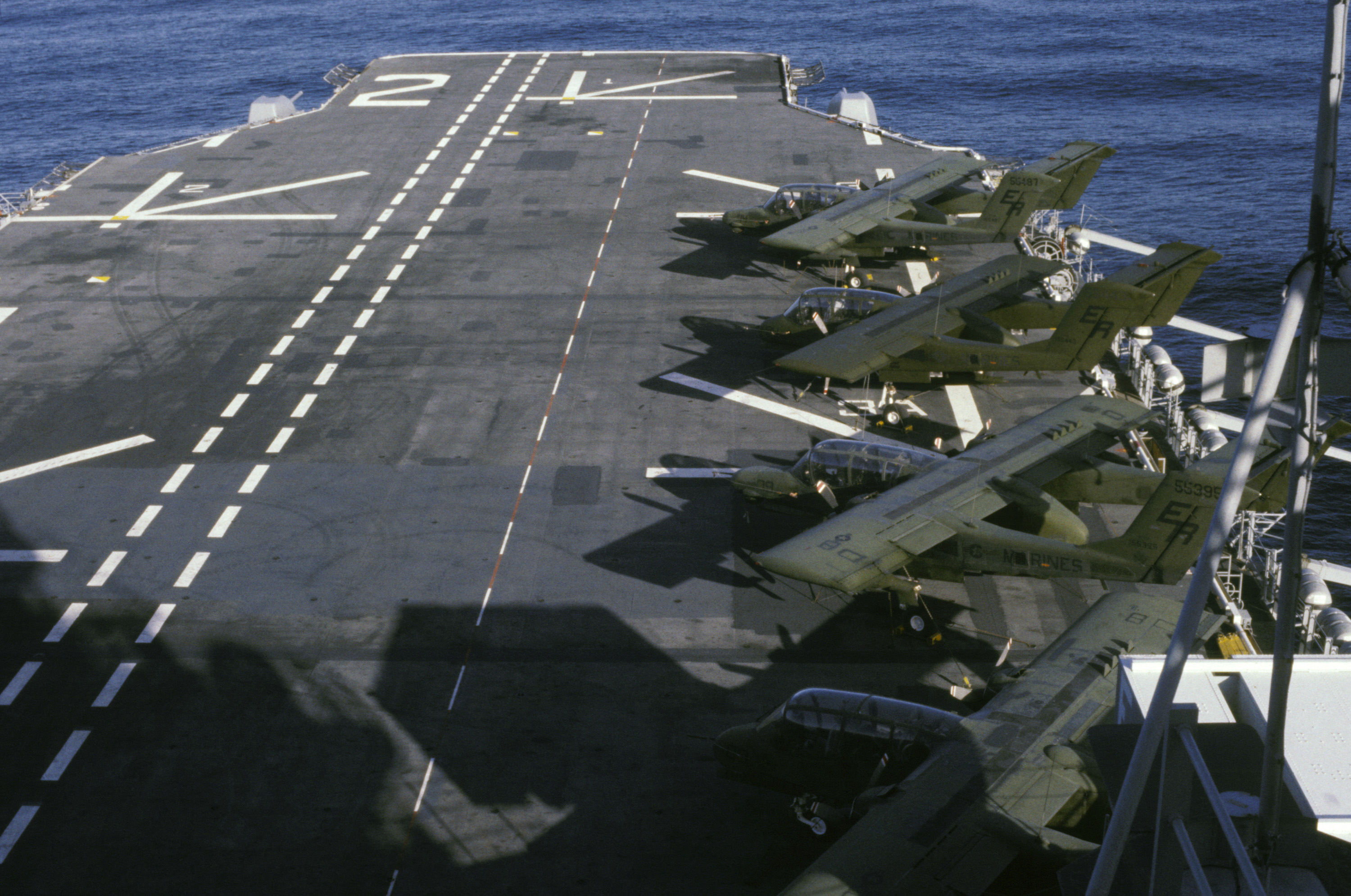
OV-10 Broncos del VMO-1 estacionados a bordo del Saipan en 1987.

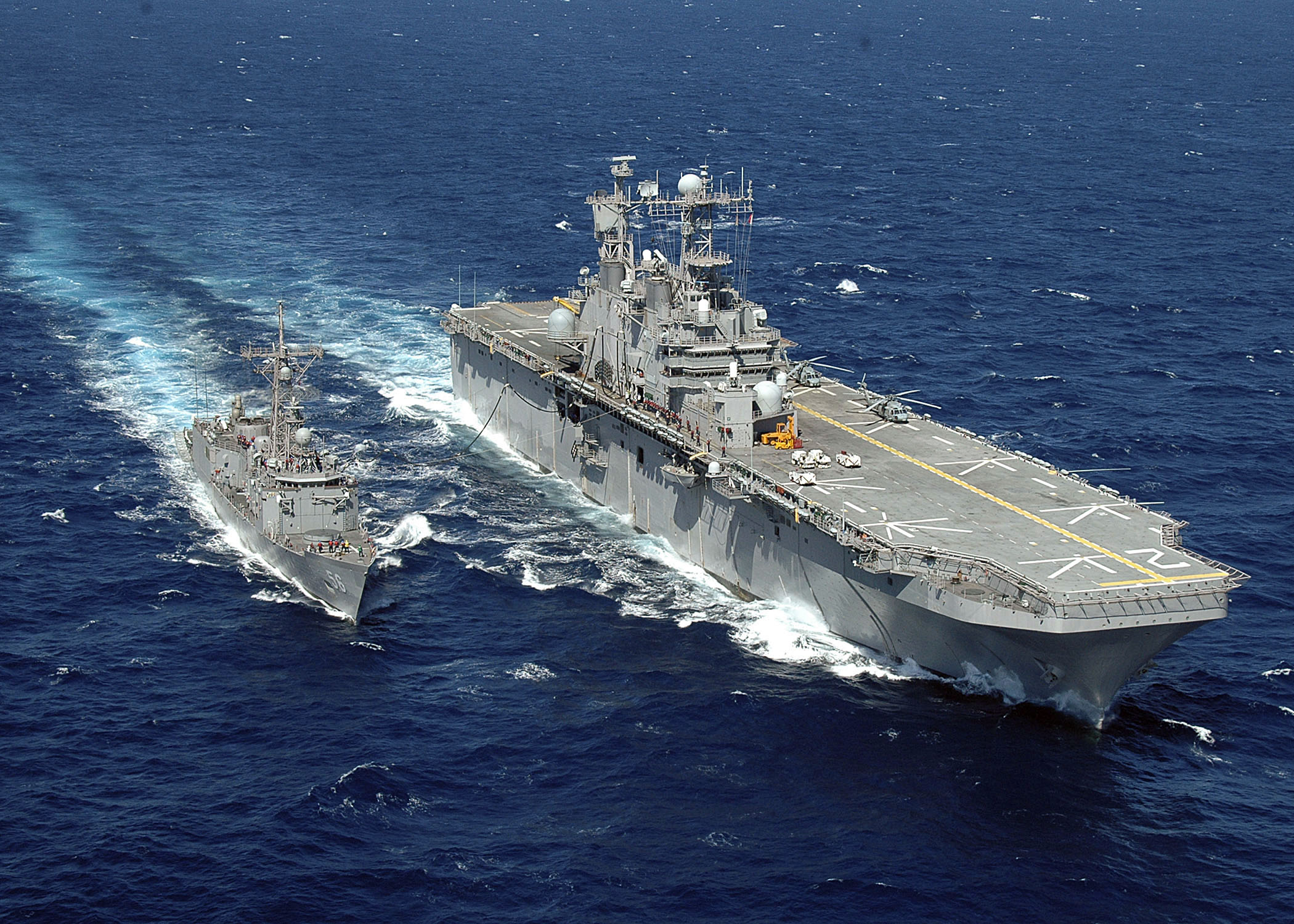
Saipan realiza un reabastecimiento en curso con el USS Simpson durante el ejercicio Phoenix Express 2006.

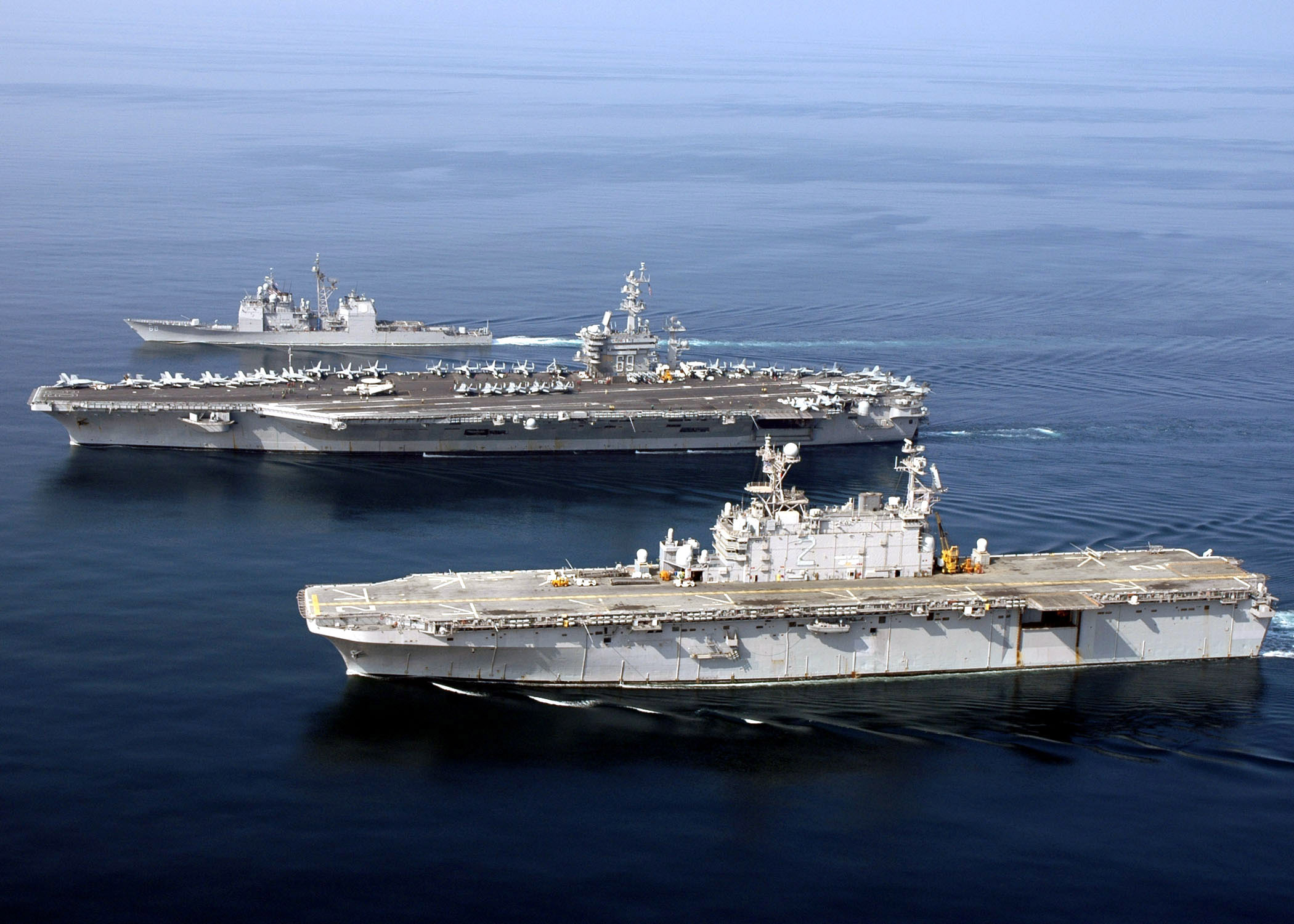
El crucero de misiles guiados Anzio, el portaaviones de la clase Nimitz Dwight D. Eisenhower y el buque de asalto anfibio Saipan navegan en formación, año 2006.

El USS Saipan fue puesto en grada en los astilleros de Ingalls Shipbuilding, Pascagoula, Misisipi, el 21 de julio de 1972. Fue botado el 20 de julio de 1974; en una ceremonia en la que actuó como madrina la esposa del Secretario de la Armada de los Estados Unidos J. William Middendorf.
El USS Saipan comenzó su carrera operativa en julio de 1979 cuando fue asignado para una posible evacuación de personal civil norteamericano de Nicaragua durante la guerra civil de ese país.
En mayo de 1980, el USS Saipan colaboró con los Guardacostas de los Estados Unidos para ayudar a los refugiados cubanos que cruzaban el Estrecho de Florida para llegar a Estados Unidos durante el Éxodo del Mariel. El 25 de agosto de 1980, el USS Saipan zarpó de Norfolk y fue desplegado en el Mar Mediterráneo siendo esta también la primera vez que un LHA era destacado a ese escenario.
Desde agosto de 1982 hasta julio de 1983, el USS Saipan entró en el astillero de Norfolk Naval Shipyard para su primera revisión programada. En septiembre de 1983, participó en la Operación Urgent Fury en Granada.
Desde marzo de 1990 hasta septiembre de 1990, fue desplegado de nuevo en el Mediterráneo. Sin embargo, a finales de mayo de 1990, fue desviado hacia el Atlántico oriental, hasta una posición que sería conocido como Mamba Station. Una vez allí, el USS Saipan llevó a cabo una operación de evacuación de no combatientes, evacuando a 1600 civiles; en el marco de la Operación Sharp Edge; de Liberia devastada por la guerra.
Desde septiembre de 1991 hasta marzo de 1992, el USS Saipan fue desplegado en el Golfo Pérsico en apoyo de la operación tormenta del desierto.
El 10 de enero de 2003  fue desplegado de nuevo en el Golfo Pérsico en apoyo de Operación Libertad Iraquí y la guerra contra el terrorismo.
En 2005, fue enviado a Haití donde desembarco un batallón de Seabee y más de 1200 toneladas de material utilizado para la construcción de escuelas y pozos en el país que había quedado devastado por un huracán.
El 16 de agosto de 2006, fue de nuevo desplegado en la región del Golfo Pérsico en apoyo de la Operación Libertad Iraquí siendo este su último despliegue operativo. Regresó a Norfolk el 22 de diciembre de 2006.
El USS Saipan fue dado de baja el 20 de abril de 2007, permaneciendo atracado en la Estación Naval de Norfolk con el capitán Richard Fitzpatrick al mando. El 22 de marzo de 2008, fue trasladado a la flota inactiva, y enviado al puerto de Filadelfia, fue amarrado al Muelle 4 donde estuvo acompañado por el portaaviones USS John F. Kennedy (CV-67).
El 30 de septiembre de 2009, fue vendido para chatarra, el 28 de octubre de 2009 zarpó de Filadelfia rumbo a Brownsville, Texas donde se procedió a su desguace.